# Gianluca Scamacca
Gianluca Scamacca (Rim, 1. siječnja 1999.) talijanski je nogometaš koji igra kao središnji napadač za Atalantu iz Bergama i talijansku reprezentaciju.

## Klupska karijera
Gianluca Scamacca prošao je akademiju Rome prije nego što je otišao u PSV Eindhoven u siječnju 2015. Debitirao je za Jong PSV u Eerste Divisieu 22. siječnja 2016. u pobjedi protiv VVV Venloa.
U siječnju 2017. potpisao je za Sassuolo. Tijekom sezone 2017./18 pridružio se prvoj momčadi, gdje je odigrao prvu utakmicu 29. listopada 2017. u Serie A, prilikom poraza Sassuoloa od Napolija (3:1).
U siječnju 2018. posuđen je do kraja sezone Cremoneseu. Dana 14. travnja 2018. zabio je prvi pogodak u profesionalnoj karijeri i to protiv Palerma.
Dana 2. listopada 2020. posuđen je na jednu sezonu Genoi. Istaknuo se 19. ožujka 2021. postigavši dva pogotka u ligi protiv Parme, omogućivši Genoi pobjedu.
U srpnju 2022. potpisao je petogodišnji ugovor s West Ham Unitedom za odštetu od 36 milijuna eura.
U kolovozu 2023. Gianluca Scamacca prešao je u Atalantu potpisivši petogodišnji ugovor do 2028. Iznos transfera bio je 25 milijuna eura. Dana 22. svibnja 2024. osvojio je Europsku ligu s Atalantom dobivši Bayer Leverkusen 3:0. 

### Reprezentativna karijera
Gianluca Scamacca je s reprezentacijom do 17 godina dva puta sudjelovao na Europskom prvenstvu do 17 godina, 2015., a zatim 2016. Tijekom izdanja 2016. zabio je gol i upisao asistenciju protiv Srbije. 
S reprezentacijom do 19 godina sudjelovao je na Europskom prvenstvu do 19 godina 2018. Tijekom ovog natjecanja postigao je dva pogotka protiv Portugala, prvi u grupnoj fazi, zatim drugi u finalu. Upisao je i dvije asistencije tijekom grupne faze, protiv Finske i Portugala. Italija je izgubila u finalu nakon jedanaesteraca. 
Uvršten je na popis izbornika Luciana Spallettija od 26 talijanskih igrača za Europsko prvenstvo 2024.